# Золотухіна Наталія Олегівна
Наталя Олегівна Золотухіна (нар.4 січня 1985, Харків, Українська РСР) — українська легкоатлетка, що спеціалізується у метанні молота, учасниця Олімпійських ігор 2016 року. Переможниця номінацій Спортивне сузір'я Черкащини (з олімпійських видів спорту) 2017 р.

## Основні досягнення
| Рік  | Чемпіонат                      | Місце проведення         | Місце  | Результат |
| ---- | ------------------------------ | ------------------------ | ------ | --------- |
| 2001 | Чемпіонат світу серед юнаків   | Дебрецен, Угорщина       | 5      | 56.26 м   |
| 2002 | Чемпіонат світу серед юніорів  | Кінгстон, Ямайка         | 7      | 58.47 м   |
| 2003 | Чемпіонат Європи серед юніорів | Тампере, Фінляндія       | 5      | 63.14 м   |
| 2004 | Чемпіонат світу серед юніорів  | Гроссето, Італія         | 10     | 55.55 м   |
| 2005 | Чемпіонат Європи серед молоді  | Ерфурт, Німеччина        | 3      | 67.75 м   |
| 2005 | Чемпіонат світу                | Гельсінкі, Фінляндія     | 13 (q) | 66.36 м   |
| 2006 | Чемпіонат Європи               | Гетеборг, Швеція         | 10     | 65.30 м   |
| 2007 | Чемпіонат Європи серед молоді  | Дебрецен, Угорщина       | 3      | 67.00 м   |
| 2007 | Чемпіонат світу                | Осака, Японія            | 29 (q) | 63.64 м   |
| 2009 | Чемпіонат світу                | Берлін, Німеччина        | 29 (q) | 65.95 м   |
| 2010 | Чемпіонат Європи               | Барселона, Іспанія       | 10     | 67.53 м   |
| 2011 | Чемпіонат світу                | Тегу, Південна Корея     | 19 (q) | 67.57 м   |
| 2016 | Олімпійські ігри               | Ріо-де-Жанейро, Бразилія | 31 (q) | 56.96 м   |